# Во кузнице
«Во кузнице» (другое название — «Во кузни́це молодые кузнецы») — популярная русская народная песня.

## Из истории песни
Песня считается народной по происхождению. Некоторые исследователи отмечают её связь со свадебным обрядом. В числе других песен («Ненаглядна завила кудерышко», «Ты берёза, ты наша кудрява» и др.), она могла исполняться в день свадьбы. В то же время, согласно ряду источников, песня не относится к «собственно свадебным»; по другим данным, будучи изначально таковой, со временем «Во кузнице» утратила своё обрядовое значение.
Песня была широко распространена не только в дореволюционной России, но и в различных регионах страны в советскую и постсоветскую эпохи.

## Жанр произведения
Отдельные источники относят произведение к числу плясовых, кроме того, шуточных песен. При этом, различные исследователи называют её хороводной:

Хороводных песен, точнее хороводно-игровых с пляской, в репертуаре рожечников меньше, но некоторые пользуются большой любовью. У пастухов Ивановской и Костромской областей самая популярная — «Во кузнице»…— Сохранение и возрождение фольклорных традиции. — М., 1994.

## В творчестве советских и российских композиторов
Одноимённая песня, основанная на фольклорных мотивах, стала одной из первых «массовых» в творчестве советских композиторов. Обработкой произведения, в частности, занимались Игорь Гранов, Юрий Шапорин. К мотивам народной песни в своём творчестве обращались Анатолий Александров и Александр Свешников. Практически без изменений песня вставлена в оперу Тихона Хренникова «В бурю». Тема «Во кузнице» звучит в финальной части «Концерта для баяна с симфоническим оркестром № 1» Николая Чайкина.